# Proptisht alközség
Proptisht alközség harmadik szintű közigazgatási egység Albánia délkeleti részén, a Shkumbin forrásvidékét övező Mokra-vidék középhegységi vonulataiban, Pogradectől légvonalban 15, közúton 45 kilométerre északnyugati irányban. Korça megyén belül Pogradec község része. Központja Proptisht falu, további települései Baribardha, Golik, Homçan, Homezh, Kriçkova, Radokal i Poshtëm, Radokal i Sipërm, Selca e Poshtme, Selishta, Slabinja, Slotina, Somotina, Vërri és Zall-Torra. A 2011-es népszámlálás alapján Proptisht alközség népessége 4785 fő. Az alközség legjelentősebb nevezetessége a UNESCO világörökségi javaslati listáján szereplő, i. e. 4–3. századi Selca e Poshtme-i királysírok leletegyüttese.

## Fekvése
Proptisht a Shkumbin észak–déli irányú legfelső völgyszakaszát övező Mokra-vidék középhegységi vonulataiban fekszik. A területet mély szurdokvölgyek tagolják, így például a Radokal i Poshtëmtől kiinduló Stravaj-szoros (Gryka e Stravajt), Somotinánál a Velçani-szoros (Gryka e Velçanit), Slabinja alatt pedig a Trebinjai-szoros (Gryka e Trebinjës). Bár az alközség Pogradec község része, közvetlen közúti összeköttetése Pogradec felé nem biztosított, csupán észak felől, az SH3-as főút Elbasan megyei szakaszából Qukësnál, illetve Prrenjasnál leágazó mellékrendű utakon érhető el.

## Története és nevezetességei
Az alközség legfőbb nevezetessége az i. e. 4–3. századi Selca e Poshtme-i királysírok szabadon látogatható régészeti leletegyüttese, amely szerepel az UNESCO világörökségi javaslati listáján is. A hozzá tartozó erődített település az i. e. 5–2. századok folyamán élte fénykorát mint az illírek közé tartozó dasszaréták egyik központja, amelyet egyes szakmunkák a korabeli forrásokból ismert Pélionnal azonosítanak. Az i. e. 4–3. században monumentális kamrasírokat alakítottak ki a kőzetben, ezek egyikét az i. e. 270 körül elhunyt Monuniosz illír király feltételezett nyughelyeként tartja számon az albán régészet. A Via Egnatia megépülését követően, az i. e. 2. századtól a település a kereskedelmi utat övező kisebb erődítések egyike volt, de később elveszítette jelentőségét, és csak szórványosan volt lakott. A közeli Radokalnál az i. sz. 3. században szintén volt egy kisebb település, ahonnan a régészeti ásatások során helyi mesterek által készített medálok kerültek elő.
A Shkumbin fölött Proptishtnál és Goliknál török kori kőhidak ívelnek át.

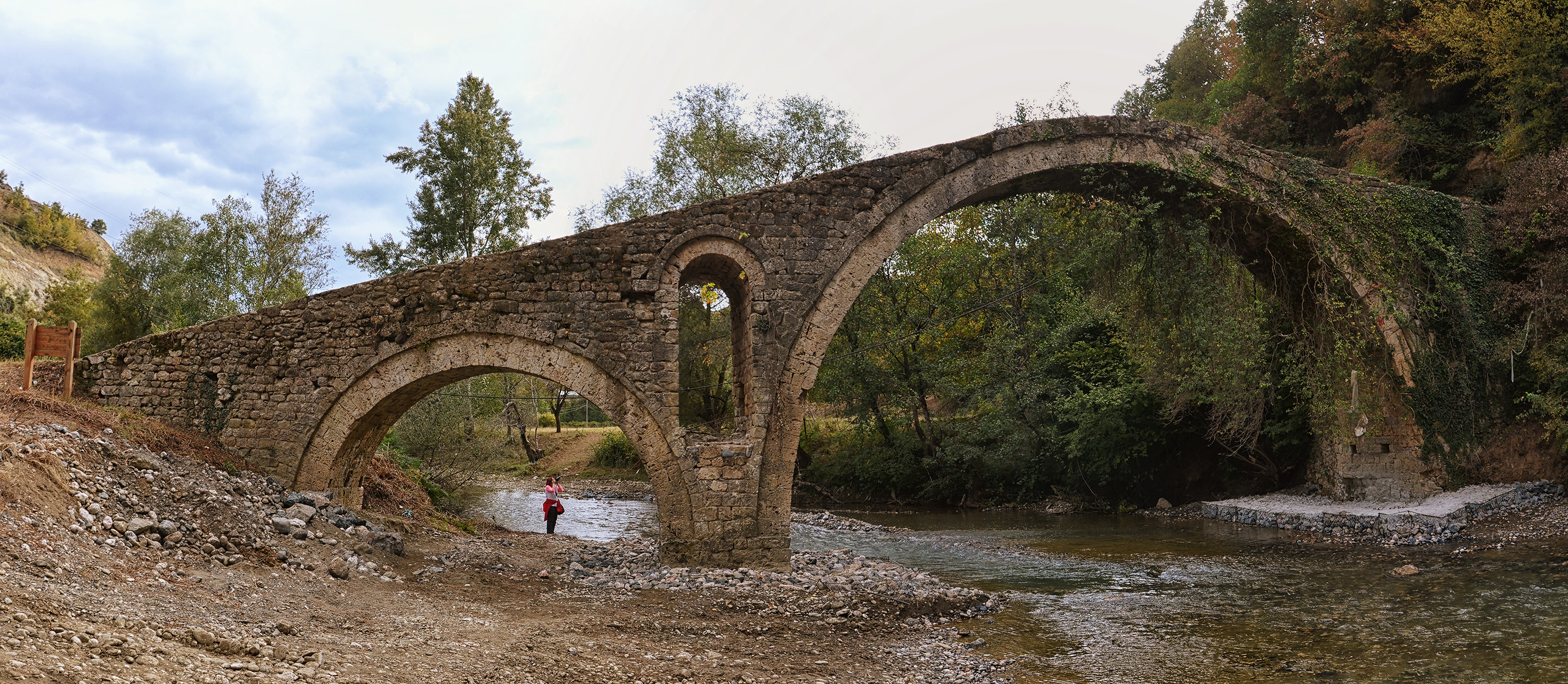
A goliki kőhíd

Az első világháborúban 1916 júniusától az Osztrák–Magyar Monarchia szállta meg a területet. A Shkumbin völgyében Goliknál állomásoztattak egy nagyobb alakulatot, amelyet 1917. szeptember 21-én francia csapatok támadtak meg, és 480 katonát ejtettek foglyul.